# Max Wickenburg
Maximilian hrabě Capello von Wickenburg (21. března 1857 Vídeň – 4. února 1918 Grundlsee), byl rakousko-uherský, respektive předlitavský státní úředník a politik, v letech 1908–1909 ministr veřejných prací a v roce 1911 ministr vnitra Předlitavska.

## Biografie
Narodil se do rodiny Ottokara von Wickenburga (1831–1904) a jeho první manželky Žofie Hunyadyové (1835–1869). Jeho mladším nevlastním bratrem byl malíř Alfred Wickenburg (1885–1978).
Byl synem státního úředníka a sám dlouhodobě působil ve státních službách. Ve věku pětadvaceti letech se stal okresním hejtmanem. Postupně dosáhl titulu dvorního radu v Linci a byl přednostou odborů na několika ministerstvech. Vrchol jeho politické kariéry nastal, když se za vlády Richarda Bienertha stal nejprve ministrem veřejných prací jako provizorní správce rezortu. Tuto funkci zastával od 15. listopadu 1908 do 10. února 1909. Později se dodatečně stal ministrem vnitra. Post šéfa rezortu vnitra si udržel i v následující vládě Paula Gautsche. Funkci zastával v období 9. ledna 1911 – 3. listopadu 1911.
Zemřel v únoru 1918 na souchotiny a související kachexii. 